# Chan Wah-shun
Chan Wah-shun (trad. 陳華順, pinyin: chén huá shùn), né en 1836 et mort en 1909[réf. nécessaire], était un pratiquant de Wing Chun (art martial chinois), élève de Leung Jan. Surnommé « Le changeur de monnaie Wah » (找錢華), il est connu aujourd'hui pour avoir été l'un des enseignants de Yip Man.